# Yukinari Sugawara
Yukinari Sugawara (jap. 菅原 由勢; ur. 28 czerwca 2000 w Toyokawie) – japoński piłkarz, występujący na pozycji obrońcy w holenderskim klubie AZ Alkmaar oraz w reprezentacji Japonii. Uczestnik Pucharu Azji 2023, Mistrzostw Świata U-20 2019 i Mistrzostw Świata U-17 2017.

## Statystyki

### Klubowe
Na podstawie:
| Klub           | Sezonów | Liga       | Liga  | Liga   | Puchar krajowy | Puchar krajowy | Kontynentalne | Kontynentalne | Suma  | Suma   |
| Klub           | Sezonów | Liga       | Mecze | Bramki | Mecze          | Bramki         | Mecze         | Bramki        | Mecze | Bramki |
| -------------- | ------- | ---------- | ----- | ------ | -------------- | -------------- | ------------- | ------------- | ----- | ------ |
| Nagoya Grampus | 2       | J1 League  | 13    | 0      | 12             | 0              | –             | –             | 25    | 0      |
| AZ Alkmaar     | 5       | Eredivisie | 136   | 9      | 9              | 0              | 50            | 2             | 195   | 9      |
|                | Łącznie | Łącznie    | 149   | 9      | 21             | 0              | 50            | 2             | 220   | 9      |

### Reprezentacyjne
Na podstawie:
| Występy w reprezentacji | Występy w reprezentacji | Występy w reprezentacji | Występy w reprezentacji | Występy w reprezentacji | Występy w reprezentacji | Występy w reprezentacji | Występy w reprezentacji |
| Lp.                     | Data                    | Miasto                  | Przeciwnik              | Wynik                   | Gole                    | Inne                    | Rozgrywki               |
| ----------------------- | ----------------------- | ----------------------- | ----------------------- | ----------------------- | ----------------------- | ----------------------- | ----------------------- |
| 1.                      | 09.10.2020              | Utrecht                 | Kamerun                 | 0:0 (0:0)               |                         |                         | mecz towarzyski         |
| 2.                      | 24.03.2023              | Tokio                   | Urugwaj                 | 1:1 (0:1)               |                         |                         | mecz towarzyski         |
| 3.                      | 28.03.2023              | Osaka                   | Kolumbia                | 1:2 (1:1)               |                         | 31'                     | mecz towarzyski         |
| 4.                      | 15.06.2023              | Toyota                  | Salwador                | 6:0 (4:0)               |                         |                         | mecz towarzyski         |
| 5.                      | 20.06.2023              | Suita                   | Peru                    | 4:1 (2:0)               |                         |                         | mecz towarzyski         |
| 6.                      | 09.09.2023              | Wolfsburg               | Niemcy                  | 4:1 (2:1)               |                         | asysta                  | mecz towarzyski         |
| 7.                      | 17.10.2023              | Kobe                    | Tunezja                 | 2:0 (1:0)               |                         |                         | mecz towarzyski         |
| 8.                      | 21.11.2023              | Dżudda                  | Syria                   | 5:0 (3:0)               | 47'                     |                         | Eliminacje MŚ 2026      |
| 9.                      | 01.01.2024              | Tokio                   | Tajlandia               | 5:0 (0:0)               |                         |                         | mecz towarzyski         |

## Sukcesy
Na podstawie:
Brak większych sukcesów.